# Сімона Крупекайте
Сімона Крупекайте (лит. Simona Krupeckaitė Simona Krupeckaitė; народ.13 грудня 1982, Утена) — литовська трекова велогонщиця, чемпіонка світу

## Біографія
Крупекайте народилася 13 грудня 1982 року. Її зріст становить 170 см .

## Кар'єра
Крупекайте виграла чемпіонат світу 2009 року в Прушкуві в гіті на дистанції 500 метрів зі світовим рекордом 33,296 . Потім вона виграла чемпіонат світу в Баллерупі (2010) в дисципліні кейрін . Окрім цього, вона багаторазово вигравала нагороди ЧС: ставала другою на 500-метровій гонці на час в 2008, 2010, 2011 і 2012 роках і третьою в 2004, 2019 і 2010 роках .
Крупекайте виграла два золота на чемпіонаті Європи 2012 року (в дисципліні кейрін і в командній гонці з Гінтаре Гайвенте). Також Сімона ставала другою в 2010 та 2017 роках (кейрін) і кілька разів завойовувала бронзові медалі (2010, 2012 2016) .
Крупекайте брала участь на Олімпійських іграх в Афінах, де посіла четверте місце на 500-метровій гонці на час. Вона поступилася менше 0,2 секунди Наталії Цілінській . Через чотири роки в Пекіні Сімона посіла восьме місце, потрапивши до чвертьфіналу в парі з британкою Вікторією Пендлтон, що стала олімпійською чемпіонкою. На Олімпійських іграх 2012 року в Лондоні Крупекайте посіла п'яте місце, знову поступившись у чвертьфіналі, на цей раз німкені Крістіні Фоґель . Вона також брала участь в кейріні, вибувши на стадії півфіналів .
Крупекайте встановила світовий рекорд на 200-метровій дистанції (10,793) в Москві 29 травня 2010 року на олімпійському велотреку в Крилатському . Цей рекорд був побитий Ганною Мірс у 2012 році .
Крупекайте вигравала Кубок світу в гонці на час, спринті та кейріні в Калі (2008) і Пекіні (2009). Вона також виграла кейрін в Калі (2011), Лондоні (2012) і Гонконгу (2016) .
Крупекайте була обрана спортсменом року Литви в 2009, 2010 і 2016 роках.